# Gitarama
Gitarama ist die viertgrößte Stadt in Ruanda. Die Stadt liegt etwa 40 Kilometer südwestlich der Hauptstadt Kigali und hat etwa 85.000 Einwohner.

## Geographie
Seit der Gebietsreform vom 1. Januar 2006 ist Gitarama Teil der Südprovinz sowie Verwaltungszentrum des Distrikts Gitarama. Die Südprovinz entstand 2006 aus der Zusammenlegung der Provinz Ruhengeri, der Provinz Butare und der Provinz Gitarama, deren Hauptstadt Gitarama bis dahin gewesen war.
| Jahr | Einwohner |
| ---- | --------- |
| 1978 | 8.531     |
| 1991 | 17.490    |
| 2012 | 49.031    |
| 2022 | 85.000    |

## Geschichte
1961 fand auf dem Hauptplatz von Gitarama der sogenannte Staatsstreich von Gitarama statt, eine mit „Enthusiasmus“ abgehaltene Versammlung, die sich das Verdienst zuspricht, den Feudalismus des ancien régime der Monarchie überwunden zu haben. Alle Bürgermeister und Gemeinderäte waren zu einer Konferenz eingeladen worden. Auf der Veranstaltung mit rund 25.000 Teilnehmern wurde überraschend eine Übergangsverfassung beschlossen, ein provisorisches Parlament und ein Übergangspräsident bestimmt. Dieses Ereignis führte zum Ende der Monarchie und zur Ausrufung der Republik Ruanda. In Erinnerung daran ließ der Politiker Grégoire Kayibanda auf der nahen Anhöhe von Gahogo die Kirche Notre-Dame des Victoires errichten.
1963 wurde in Gitarama von Dominikanern das Projekt Université Radiophonique de Gitarama (URG) gegründet. Das Angebot richtete sich an Kinder und Erwachsene und wurde auch für das Fernsehen produziert. Die katholischen Missionare sind seit 1906 im nahen Kabgayi tätig. 
Nach dem Völkermord von Ruanda wurde das Gefängnis Gitarama als eines von elf Gefängnissen des Landes mit Verdächtigen (über)belegt.

## Sehenswürdigkeiten
- Chapelle de Gahogo[2]

## Verkehr
Durch die Stadt führt von Kigali aus kommend Richtung Süden über Ruhango und Butare an die Grenze zu Burundi die asphaltierte Nationalstraße 1. Von dieser führt aus der Stadt nach Westen die Nationalstraße 15.

## Persönlichkeiten
- Smaragde Mbonyintege (* 1947), Geistlicher und emeritierter römisch-katholischer Bischof von Kabgayi
- Esther Mujawayo (* 1958), ruandisch-deutsche Soziologin, Traumatherapeutin und Autorin
- Godeliève Mukasarasi (* 1959), Sozialarbeiterin und Aktivistin für Menschen- und Frauenrechte